# Sepulca
Las sepulcas son un concepto literario fantástico empleado por el escritor polaco Stanisław Lem. Las nombra por primera vez en el cuento Viaje 14º (Podróz czternasta), en el que se narra la estancia de Ijon Tichy en Enteropia, publicado en libro por primera vez en la primera colección titulada Diarios de las estrellas (Dzienniki gwiazdowe), de 1957. La idea de las sepulcas resurge en la novela Regreso a Entia (Wizja lokalna, 1982).
Se sabe de las sepulcas que se emplean para sepular y que desempeñan un papel de primer orden en la cultura de los ardritas, habitantes de Enteropia: por todas partes pueden verse anuncios de sepulcas en las calles de sus ciudades. Sin embargo, Ijon Tichy no logra obtener información sobre ellas durante su estancia allí, dado que la de las sepulcas es una conversación prohibida, y se considera un error. En principio, parecen ser algo relacionado con el erotismo, pero los intentos de comprarlas, así como la insinuación de su empleo por un solo individuo, obtienen como respuesta una gran indignación.
Las sepulcas son muy parecidas a las murquías, y de un color que recuerda al de las delicadas pimas; pero, claro está, su uso es muy diferente. Las pimas y las murquías fueron borradas del universo por una máquina de Trurl en Cómo se salvó el mundo, una de las historias de Fábulas de robots.

## Las sepulcas en la Enciclopedia Cósmica
Ijon Tichy tomó la definición de sepulcas de la Enciclopedia cósmica (Encyklopedia kosmiczna) que tenía el Profesor Tarantoga:

SEPULCAS - Importantísimo elemento de la civilización de los ardritas (v.) del planeta Enteropia (v). Ver SEPULCARIA.

SEPULCARIAS - Objetos que sirven para la sepulación (ver).

SEPULACION - Actividad de los ardritas (v.) del planeta Enteropia (v.). Ver SEPULCAS.
Lem, Stanisław (1979). «Viaje decimocuarto». Diarios de las estrellas. Viajes. Trad.: Jadwiga Maurizio. Bruguera. p. 62. ISBN 84-02-06428-0.

En cualquier caso, en la novela Regreso a Entia, Ijon Tichy se entera por boca del Profesor Tarantoga de que la entrada sobre Enteropia de la Enciclopedia Cósmica es una estafa y obra de un oportunista, cosa que tenía que haberle advertido a tiempo, pero, despistado como buen sabio, se le olvidó.

## Las sepulcas en la entomología

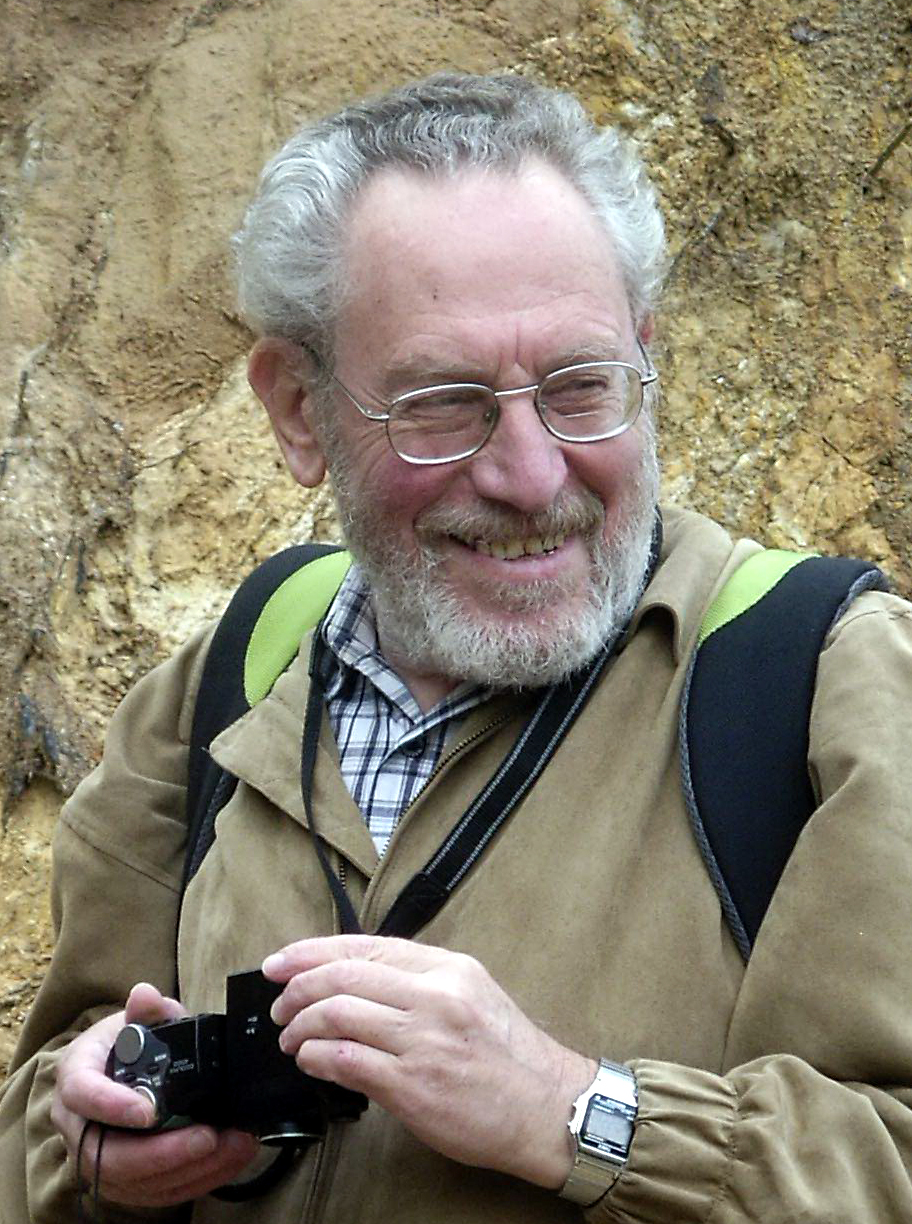
Aleksandr Rasnitsyn en el yacimiento de ámbar de Peñacerrada (Álava). 2007.

En la vida real, una familia de insectos himenópteros fósiles lejanamente emparentados con las actuales moscas de sierra fue identificada por el paleoentomólogo soviético Aleksandr Rasnitsyn (Александр Расницын). Su colega Kirill Eskov (Кирилл Еськов), que además de paleoentomólogo es escritor (entre otros subgéneros, de ciencia ficción), le puso a la familia el nombre de sepúlcidos (Sepulcidae) en honor a Stanisław Lem. La familia comprende los géneros Sepulca, Sepulenia y Prosyntexis.

## En la cultura
Del misterioso objeto de Lem tomarían su nombre unos premios polacos de literatura fantástica que comenzaron a entregarse en 1983: los Złota Sepulka (Sepulca de Oro).
El periodista y escritor polaco Wojciech Orliński elaboró un diccionario de claves de la vida y la obra de Lem que ofrece además fotos del álbum familiar de Lem y reproducciones de portadas: Co to są sepulki? Wszystko o Lemie (¿Qué son las sepulcas? Todo sobre Lem). Cuenta con ilustraciones de Daniel Mróz.
En ruso, la palabra «сепулька» se ha extendido como sinónimo de círculo vicioso en las definiciones.
En la película soviética de dibujos animados de 1986 Из дневников Ийона Тихого. Путешествие на Интеропию (De los diarios de Ijon Tichy: viaje a Enteropia), con guion y dirección de Guennadi Tischenko (Геннадий Тищенко, n. 1948), aparecen las sepulcas como núcleos en los que, tras una lluvia de meteoritos, se restauran los ardritas a partir de sus copias de seguridad.